# Bahnstrecke Wiesau–Bärnau
| Bahnhof Tirschenreuth (1898) |                          |                                 |                                 |
| |                          |                                 |                                 |
| Streckennummer: | 5041                     |                                 |                                 |
| Kursbuchstrecke (DB): | ehemals 856, 425h (1963) |                                 |                                 |
| Kursbuchstrecke: | 425n (1946)              |                                 |                                 |
| Streckenlänge: | 24,3 km                  |                                 |                                 |
| Spurweite: | 1435 mm (Normalspur)     |                                 |                                 |
| |                          |                                 |                                 |
| \| \| \| von Oberkotzau \| \| \| \| \| von Eger \| \| \| \| 0,0 \| Wiesau (Oberpf) \| Wiesau (Oberpf) \| \| \| \| nach Weiden \| \| \| \| \| Bundesautobahn 93 \| \| \| \| 11,0 \| Tirschenreuth \| Tirschenreuth \| \| \| 13,9 \| Schmelitzhöhe \| Schmelitzhöhe \| \| \| 16,0 \| Liebenstein (Oberpf) \| Liebenstein (Oberpf) \| \| \| 18,7 \| Schwarzenbach (b Tirschenreuth) \| Schwarzenbach (b Tirschenreuth) \| \| \| 21,3 \| Iglersreuth \| Iglersreuth \| \| \| 23,0 \| Thanhausen (b Tirschenreuth) \| Thanhausen (b Tirschenreuth) \| \| \| 24,3 \| Bärnau (Oberpf) \| Bärnau (Oberpf) \| |                          |                                 |                                 |
| Strecke |                          | von Oberkotzau                  | von Oberkotzau                  |
| Abzweig geradeaus und ehemals von links |                          | von Eger                        | von Eger                        |
| Bahnhof | 0,0                      | Wiesau (Oberpf)                 | Wiesau (Oberpf)                 |
| Abzweig ehemals geradeaus und nach rechts |                          | nach Weiden                     | nach Weiden                     |
| Brücke (Strecke außer Betrieb) |                          | Bundesautobahn 93               | Bundesautobahn 93               |
| Bahnhof (Strecke außer Betrieb) | 11,0                     | Tirschenreuth                   | Tirschenreuth                   |
| Haltepunkt / Haltestelle (Strecke außer Betrieb) | 13,9                     | Schmelitzhöhe                   | Schmelitzhöhe                   |
| Bahnhof (Strecke außer Betrieb) | 16,0                     | Liebenstein (Oberpf)            | Liebenstein (Oberpf)            |
| Haltepunkt / Haltestelle (Strecke außer Betrieb) | 18,7                     | Schwarzenbach (b Tirschenreuth) | Schwarzenbach (b Tirschenreuth) |
| Haltepunkt / Haltestelle (Strecke außer Betrieb) | 21,3                     | Iglersreuth                     | Iglersreuth                     |
| Haltepunkt / Haltestelle (Strecke außer Betrieb) | 23,0                     | Thanhausen (b Tirschenreuth)    | Thanhausen (b Tirschenreuth)    |
| Kopfbahnhof Streckenende (Strecke außer Betrieb) | 24,3                     | Bärnau (Oberpf)                 | Bärnau (Oberpf)                 |

Die Bahnstrecke Wiesau–Bärnau war eine Nebenbahn in Bayern. Sie verband die Kreisstadt Tirschenreuth, den Mittelpunkt des Stiftlandes, und das obere Waldnaabtal in der nördlichen Oberpfalz mit der Bahnstrecke Weiden–Oberkotzau, die ihrerseits die Verbindung nach Regensburg und Hof herstellte.

## Geschichte
Die Kreisstadt  Tirschenreuth, die um 1910 etwa 4900 Einwohner zählte, lag rund zehn Kilometer östlich der 1864/65 von der AG der Bayerischen Ostbahnen eröffneten Nord-Süd-Strecke Eger–Weiden. Diese Gesellschaft nahm am 10. November 1872 eine Zweigbahn von der Schnellzugstation Wiesau zur Stadt Tirschenreuth in Betrieb, die sich finanziell an den Baukosten beteiligt hatte nach einer bayerischen Konzession vom 10. November 1870. Die Strecke führte ohne Zwischenhalt durch ein Waldgebiet und die Teichlandschaft im Norden des Oberpfälzer Waldes.

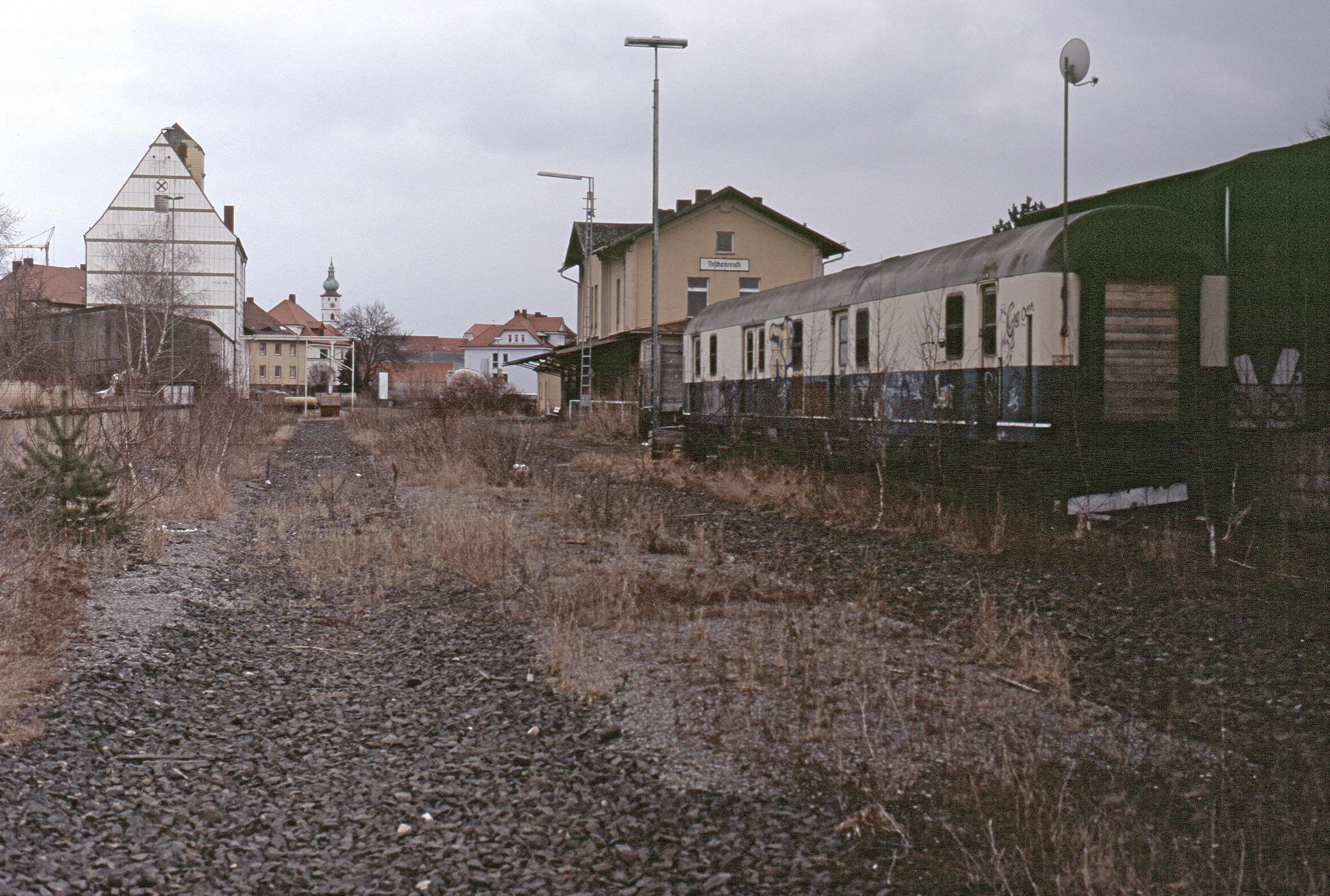
Bahnhof Tirschenreuth (2006)

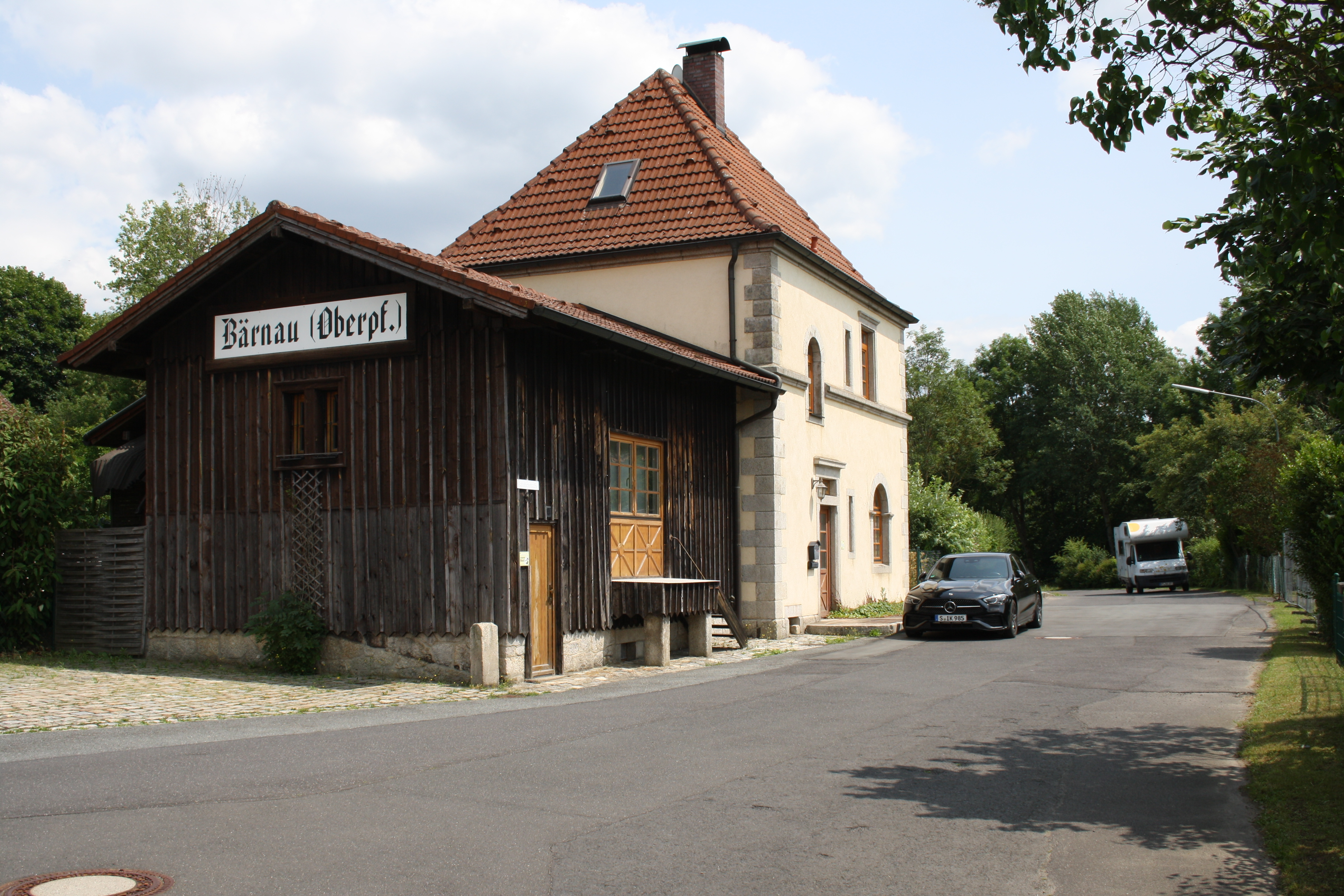
Erhalten gebliebenes Empfangsgebäude mit Güterschuppen in Bärnau

Erst 28 Jahre nach dem  Übergang der Ostbahngesellschaft auf die Bayerische Staatsbahn verlängerte nach Gesetz vom 30. Juni 1900 diese die Strecke am 8. Juli 1903 in südlicher Richtung bis zu der Kleinstadt Bärnau, in der etwa 1400 Einwohner lebten.
Bis 1976 waren auf der Strecke Güterzüge mit Personenbeförderung (GmP) unterwegs. In den letzten Jahren waren diese Züge mit Lokomotiven der Baureihe V 60 bespannt, so dass im Winter nur Personenwagen mit Kohleofen zum Einsatz kommen konnten.
1963 fuhren werktags nur noch zwei Züge mit Personenbeförderung über die ganze Strecke, ansonsten wurde der Abschnitt zwischen Tirschenreuth und Bärnau mit Bussen bedient.
Das Ende des 20. Jahrhunderts – gerade im Grenzland – rückläufige Fahrgastaufkommen führte dazu, dass die Deutsche Bundesbahn die Personenbeförderung auf der Schiene am 28. September 1975 zwischen Tirschenreuth und Bärnau ganz einstellte und zwischen Wiesau und Tirschenreuth nur noch montags bis freitags bediente; am  22. September 1989 endeten diese Fahrten zur Kreisstadt. Seit 1984 wurde die Güterbeförderung immer mehr eingeschränkt. Am 31. Dezember 1984 endete der Güterverkehr zwischen Liebenstein und Bärnau, am 1. Oktober 1994 endete er zwischen Tirschenreuth und Liebenstein, zwischen Wiesau und Tirschenreuth am 1. Januar 2000. Heute sind die Gleise demontiert und die Strecke wird teilweise als Fahrradweg genutzt. Bis auf das Bahnhofsgebäude in Tirschenreuth sind alle Bahnhöfe noch erhalten und werden teilweise als Wohngebäude genutzt.